# Geophis mutitorques
Espèce
Synonymes
- Rhabdosoma mutitorques Cope, 1885
- Rhabdosoma longiceps Cope, 1886
- Geophis longiceps (Cope, 1886)

Statut de conservation UICN

 LC  : Préoccupation mineure
Geophis mutitorques  est une espèce de serpents de la famille des Dipsadidae.

## Répartition
Cette espèce est endémique du Mexique. Elle se rencontre au-dessus de 1 500 m d'altitude dans les États d'Hidalgo, du Michoacán, de Puebla, de San Luis Potosí, du Veracruz et du Querétaro.

## Publication originale
- Cope, 1885 : A contribution to the herpetology of Mexico. Proceedings of the American Philosophical Society, vol. 22, p. 379-404 (texte intégral).